# Astragalus kubensis
Astragalus kubensis — вид квіткових рослин з родини бобових (Fabaceae). Ареал охоплює такі країни: Азербайджан (Кубанський район).

## Опис
Це багаторічна трав'яниста рослина заввишки 5–7 см. Листя має 8–12 пар дрібних, довгасто-яйцеподібних, тупих, волосистих листочків. Квітки зібрані в сидячі, густі суцвіття по 5–15 квіток. Чашечка трубчаста, чорноволоса, зубчаста; зубці в 3–4 рази коротші за трубку. Віночок блискучий, пурпурно-блакитний. Стручки завдовжки близько 8 мм, на дуже коротких квітконіжках, з білими волосками.

## Середовище
Цей багаторічник росте на альпійських луках. Пасовища, де зустрічається цей вид, використовуються для сінокосіння. Однак наразі популяція не зазнає впливу. У майбутньому на популяцію може вплинути глобальне потепління.